# Mattias Norlinder
Mattias Norlinder (Kramfors, Suecia, 12 de abril de 2000) es un jugador profesional sueco de hockey sobre hielo que se desempeña en la posición de defensor izquierdo en Montreal Canadiens, equipo de la National Hockey League (NHL).

## Carrera
Fue seleccionado en la tercera ronda en la NHL Entry Draft de 2019. En 2021 hizo su debut profesional con el equipo Montreal Canadiens, donde lleva jugando una temporada.